# Rejon sokalski
Rejon sokalski (ukr. Сокальський район) – dawna jednostka administracyjna Ukrainy, a wcześniej także Ukraińskiej Socjalistycznej Republiki Radzieckiej w Związku Socjalistycznych Republik Radzieckich, funkcjonująca w latach 1940–1941 i 1944–2020. Należał do obwodu lwowskiego. Siedzibą rejonu był Sokal.
Według spisu powszechnego z roku 2001  w rejonie żyło 98 100 ludzi, w tym 1000 Rosjan (1%) i 100 (0,1%) Polaków.

## Historia
Rejon sokalski został utworzony 17 stycznia 1940 na podstawie dekretu Prezydium Rady Najwyższej USRR o podziale na rejony zachodnich obwodów USRR, kiedy to w obwodzie lwowskim utworzono 37 rejonów, między innymi sokalski. Rejon objął obszary na wschód od Linii Mołotowa:
- główną, prawobrzeżną część miasta Sokala (bez Zabuża i Żwirki);
- całą gminę Tartaków Miasto;
- główną, prawobrzeżną część gminy Skomorochy (bez gromad Cieląż, Horodłowice, Pieczygóry i Ulwówek);
- fragment prawobrzeżnej części gminy Krystynopol (gromada Poturzyca).

Obszary te należały przed wojną do powiatu sokalskiego w województwie lwowskim.
Rejon sokalski przestał istnieć wraz z wybuchem wojny niemiecko-radzieckiej 22 czerwca 1941. Jego tereny weszły w skład Landkreis Kamionka-Strumilowa dystryktu galicyjskiego Generalnego Gubernatorstwa.
Rejon został odtworzony 23 lipca 1944, po zajęciu tych terenów przez Armię Czerwoną.
W ramach umowy o zmianie granic z 15 lutego 1951 obszerne połacie położonej w Polsce Sokalszczyzny, włączono do ZSRR. Nie weszły one jednak w skład rejonu sokalskiego, lecz utworzono z nich nowy rejon zabuski z siedzibą w Bełzie.
30 czerwca 1962 do rejonu sokalskiego włączono zniesiony rejon zabuski.
Rejon sokalski zlikwidowano w związku z reformą administracyjną w 2020 roku, kiedy to cały jego obszar wcielono do nowego rejonu czerwonogrodzkiego.

## Spis miejscowości
- Bełz (Белз)
- Bendiuchy (Бендюга)
- Bereżne (Бережне)
- Bobiatyn (Боб'ятин)
- Bodziaczów (Бодячів)
- Bojanice (Бояничі)
- Boratyn (Борятин)
- Borek (Борок)
- Borowe (Борове)
- Butyny (Бутини)
- Cebłów (Цеблів)
- Chlewczany (Хлівчани)
- Chorobrów (Хоробрів)
- Cieląż (Теляж)
- Dobraczyn (Добрячин)
- Domaszów (Домашів)
- Dworce (Двірці)
- Fusów (Фусів)
- Głuchów (Глухів)
- Hanówka (Ганівка)
- Hatkiwka (Гатківка)
- Horbków (Горбків)
- Horodyszcze (Городище)
- Huta (Гута)
- Ilkowice (Ільковичі)
- Karów (Карів)
- Kniaże (Княже)
- Komarów (Комарів)
- Konotopy (Конотопи)
- Kopytów (Копитів)
- Korczów (Корчів)
- Kuliczków (Куличків)
- Leszczatów (Лещатів)
- Leszczków (Лешків)
- Łubów (Лубнівка)
- Łuczyce (Лучиці)
- Madziarki (Рудка)
- Matów (Матів)
- Mianowice (Ниновичі)
- Michałówka (Михайлівка)
- Międzyrzecze (Межиріччя)
- Mosty Wielkie (Великі Мости)
- Murowane (Муроване)
- Nuśmice (Нісмичі)
- Opulsko (Опільсько)
- Ostobuż (Острівок)
- Ostrów (Острів)
- Perespa (Переспа)
- Peretoki (Перетоки)
- Perwiatycze (Перв'ятичі)
- Piaseczno (Пісочне)
- Poddębce (Піддубне)
- Poddouhe (Піддовге)
- Poturzyca (Поториця)
- Prusinów (Низи)
- Przemysłów (Перемисловичі)
- Przystań (Пристань)
- Rawszczyzna (Равщина)
- Rekliniec (Реклинець)
- Rojatyn (Роятин)
- Romaniwka (Романівка)
- Romosz (Ромош)
- Rusin (Русин)
- Sałasze (Діброва)
- Sawczyn (Савчин)
- Siebieczów (Себечів)
- Sielec Bełski (Сілець)
- Skomorochy (Скоморохи)
- Smyków (Смиків)
- Sokal (Сокаль)
- Spasów (Спасів)
- Staje (Стаївка)
- Starogród (Старгород)
- Steniatyn (Стенятин)
- Strzemień (Стремінь)
- Suchowola (Суховоля)
- Szarpańce (Шарпанці)
- Szpikołosy (Шпиколоси)
- Szychtory (Шихтарі)
- Szyszaki (Шишаки)
- Świtarzów (Свитазів)
- Tartaków (Тартаків)
- Tehlów (Тяглів)
- Trudolubiwka (Трудолюбівка)
- Tudorkowice (Тудорковичі)
- Uhnów (Угнів)
- Uhrynów (Угринів)
- Ulwówek (Ульвівок)
- Waniów (Ванів)
- Waręż (Варяж)
- Wełyke (Велике)
- Wierzbiąż (Werbowe, Вербове)
- Wojsławice (Войславичі)
- Wolica (Волиця)
- Wolica (Волиця)
- Wołświn (Волсвин)
- Woronów (Воронів)
- Zabłocie (Заболоття)
- Zabuże (Забужжя)
- Załyżnia (Залижня)
- Zarzeka (Заріка)
- Zastawne (Заставне)
- Zawisznia (Завишень)
- Zubków (Зубків)
- Żużel (Жужеляни)
- Żwirka (Жвирка)

## Miejscowości nieistniejące
- Bezejów
- Bruckenthal
- Choronów
- Góra
- Horodłowice
- Józefówka
- Klusów
- Korków
- Nowy Dwór
- Pawłowice
- Piwowszczyzna
- Polanka
- Stanisławówka
- Szmitków
- Tartakowiec
- Tartaków Wieś
- Tuszków
- Waręż Wieś
- Ważów
- Witków
- Wolica Komarowa
- Worochta
- Zawonie